# 同安区
同安区（どうあんく）は、中華人民共和国福建省廈門市に位置する市轄区。

## 歴史
933年（龍啓元年）に閩により同安県が設置されるから1913年まで泉州・泉州府に属した。1997年5月に同安県が廃止され同安区に改編された。

## 行政区画
下部に7街道、4鎮を管轄する。
- 街道
  - 大同街道、祥平街道、祥和街道、新民街道、新美街道、西柯街道、美林街道
- 鎮
  - 蓮花鎮、洪塘鎮、汀渓鎮、五顕鎮

## 交通

### 道路
- 高速道路
  - 瀋海高速道路
  - 廈門環状高速道路
  - 廈沙高速道路
- 国道
  - G324国道